# 김동석 (1923년)
김동석(金東石, 1923년 8월 23일 ~ 2009년 3월 26일)은 대한민국의 독립운동가 군인·정치인·행정관료·지방자치행정가·비료기업가·언론기업가·사회기관단체인·체육행정가이며 예비역 대한민국 육군 대령이다.

## 생애

### 일생
본관은 김해(金海)이고 소련 연해주에서 출생하였다.
그는 일제 강점기 말기 시기이던 1942년 중화민국 대륙 본토에서 대한광복군에 소위 계급으로 입대하여 1944년 대한광복군 중위 진급하였고 1945년 8월 15일을 기하여 제2차 세계 대전이 종전된 시기까지 이진용(李珍鎔)· 고정훈(高貞勳) 등과 아울러 대한광복군 중위 신분으로 복무를 하였으며 중화민국 장쑤 성 상하이에서 8·15 조선 광복을 목도하였고 같은 해 1945년 10월에 귀국하였으며 이듬해 1946년부터 2년 후 1948년까지는 미 군정 남조선 과도정부 서울특별자유시에서 본격 거주하기 시작하여 김구(金九) 국민회의 부의장 비서실장이었던 선우 진(鮮于 鎭)과 아울러 김구(金九) 당시 국민회의 부의장의 수행비서관을 거쳐 1947년 김구(金九) 국민회의 부의장의 행정보좌관을 역임하다가 1년 후 1948년에는 국민회의 부의장 행정보좌관 직위를 전격 사퇴하였고 이듬해 1949년에는 육사를 8기(특8기) 졸업하여 대한민국 육군 대위 임관하였으며 이듬해 1950년에는 6·25 한국 전쟁에도 참전하였고 1953년 종전 이후 1959년 대한민국 육군 특무부대 정보과 과장을 거쳐 이듬해 1960년 대한민국 육군 방첩부대 대공과 과장을 지내다가 1961년 5·16 군사정변에 도의적 가담 및 간접 개입 직후 같은 해 1961년 6월 21일 중앙정보부 정보처 처장을 지내다가 이어 같은 해 1961년 7월 20일 대한민국 육군 대령으로 예편하였다. 이어 같은 해 1961년 8월 21일 강원도 삼척군 군수를 거쳐 2년 후 1963년 강원도 강릉시 시장 겸 강원도 속초시 시장 직위를 지내다가 이어 같은 해 1963년 강원도 강릉시 시장 겸 강원도 속초시 시장 직위를 모두 사퇴하고 이후 1971년 전라남도 목포시 시장과 1975년 경기도 수원시 시장을 지내다가 1980년 이북5도위원회 제9대 함경북도 도지사를 거쳐 1982년 대한유도협회 부회장을 역임하였다.
그의 슬하 2남 2녀 가운데 장녀이자 셋째는 가수 겸 작사가 진미령(陳美齡)이다.

### 학력
- 1949년 대한민국 육군사관학교 8기
- 1951년 미국 육군야전포병학교 수료
- 1952년 미국 육군정보학교 수료
- 1953년 대한민국 육군포병학교 수료
- 1954년 대한민국 육군보병학교 수료
- 1955년 미국 육군보병학교 수료
- 1957년 서울정치대학교 정치학과 학사
- 1958년 대한민국 육군대학 졸업
- 1961년 대한민국 국방대학원 행정학 석사
- 1965년 한양대학교 산업대학원 공학석사

### 주요 경력
- 1959년 대한민국 육군 특무부대 정보과 과장.
- 1960년 대한민국 육군 방첩부대 대공과 과장.
- 1961년 중앙정보부 정보처 처장
- 1961년 육군 대령 예편.
- 1961년 강원도 삼척군 군수.
- 1963년 강원도 강릉시 시장 겸 강원도 속초시 시장(1963년 8월 29일 ~ 1963년 9월 12일).
- 1963년 강원도 강릉시 시장 겸 강원도 속초시 시장 직위 퇴임(1963년 9월 12일).
- 1963년 서울신문 상무이사(1963년 9월 22일~1963년 10월 16일).
- 1963년 서울신문 상무이사 직위 퇴임(1963년 10월 16일).
- 1963년 제주도지사 직무대행 서리(1963년 12월 17일 ~ 1963년 12월 19일).
- 1963년 제주도지사 직무대행 서리 직책 퇴임(1963년 12월 19일).
- 1964년 충주비료 상무이사.
- 1965년 충주비료 전무이사.
- 1966년 호남비료 부이사장.
- 1967년 한국일보 상임고문.
- 1968년 한국일보 상임고문 직위 퇴임.
- 1969년 대한민국 국방부 차관 예하 특별보좌관.
- 1970년 대한민국 국방부 차관 예하 특별보좌관 직위 퇴임.
- 1970년 이북5도위원회 대표상임위원.
- 1971년 전라남도 목포시 시장.
- 1974년 경기도 수원시 시장.
- 1977년 이북5도위원회 대표전임위원.
- 1978년 이북5도위원회 대표최고위원.
- 1980년 이북5도위원회 함경북도 도지사.
- 1982년 대한유도협회 부회장(겸직).
- 1985년 이북5도위원회 함경북도 도지사 직위 퇴임.
- 1986년 선인학원 고문(겸직).
- 1987년 선인학원 고문 직위 퇴임.
- 1989년 대한유도협회 부회장 직위 퇴임.
- 1996년 자유민주연합 고문(1996년 1월)
- 1996년 자유민주연합 고문 직위 퇴임(1996년 3월)

## 가족 관계
- 장인: 진익철(陳益哲, 본관은 여양, 1906년 4월 13일 대한제국 전라남도 광주에서 출생 ~ 1999년 11월 26일(93세) 경기도 광주에서 사망.)
- 장모: 진금란(陳錦蘭, 천진란, 1913년 5월 29일 중화민국 광둥 성 광저우 출생 ~ 1994년 8월 29일(81세) 대한민국 경기도 광주에서 별세, 생전에 대한민국 귀화.)
  - 배우자: 진옥례(陳玉禮, 본관은 여양, 1933년 3월 12일 일제 강점기 경기도 인천 출생 ~ 2001년 5월 20일(68세) 대한민국 서울에서 별세.)
    - 자녀는 슬하 2남 2녀(그 중 장녀이자 셋째가 가수 진미령.)
    - 장녀: 진미령(陳美齡, 본명은 김미령(金美寧), 1958년 4월 5일(67세) ~ )